# 厦门奥林匹克体育中心
厦门奥林匹克体育中心，前称厦门新体育中心，是中国福建省厦门市的一座大型综合性体育场馆，位于厦门市翔安区东部体育会展新城片区，总用地面积66.64万平方米，总建筑面积53.30万平方米，由一座六万座体育场（白鹭体育场）、一座一万八千座体育馆（凤凰体育馆）、一座五千座游泳馆组成（白海豚游泳馆）组成。

## 历史
厦门新体育中心原为承办2023年亚足联亚洲杯而建。2019年3月，厦门市政府组织了“一场两馆（新体育中心）、新会展中心” 建筑方案及片区概念性城市设计国际竞赛，最终由杭州中联筑境建筑设计有限公司、东南大学建筑设计研究院有限公司与里卡多·波菲建筑事务所（RBTA）组成的联合体中标。2020年8月19日，厦门新体育中心正式动工建设，其中，体育场由中建八局承建，体育馆与游泳馆由中建四局承建，2023年3月，凤凰体育馆建成并投入使用，首场正式活动为2023年3月25日举办的CBA全明星周末，2023年8月，白鹭体育场顺利通过工程预验收，并于2023年9月2日成功举办首次重大赛事2023世界田联钻石联赛厦门站。2024年4月26日，凤凰体育馆迎来首场演唱会——分别为张学友60+巡回演唱会厦门场。2023年5月10日，白鹭体育场迎来首场演唱会——薛之谦“天外来物”世界巡回演唱会厦门场。2024年7月27日，白海豚游泳馆启用，举办首场赛事第7届厦金青少年游泳大赛。
2024年1月，央企华润置地旗下华润文化体育发展有限公司获得厦门奥林匹克体育中心未来25年的运营权。

## 简介
厦门奥林匹克体育中心由以厦门市鸟白鹭命名的白鹭体育场、以厦门市树凤凰木命名的“凤凰体育馆”，以厦门市吉祥物白海豚命名的“白海豚游泳馆”，一场两馆在外形上呈现厦门市花三角梅的形状。

### 白鹭体育场
白鹭体育场总建筑面积18.06万平方米，高度达86.25米，共设有足球模式座席超6万座，综合田径场模式座席近5.4万座，是世界第三座、中国首座可实现专业足球场与综合田径场自由转换的体育场，南侧形成约80米宽的景观开口，东、西、北看台的部分观众可向内观赛、向外观海，是中国国内为数不多的能够在场内看海的体育场。

### 凤凰体育馆
凤凰体育馆形态取自闽南传统大厝，整体呈流线型，整体建筑结构最大曲度超70度，外立面由8000余块铝制幕墙拼接而成，总建筑面积约15.50万平方米，能容纳1.8万观众，是目前中国内地最大的单体体育馆，也是福建首个可实现冰球、篮球模式转换的体育馆，内场比赛场地尺寸为72米×42米，通过池座伸缩座席的变化，可在六小时内实现冰球与篮球比赛转换，并可供排球、羽毛球、体操等多功能比赛与会展演艺使用。

### 白海豚游泳馆
白海豚游泳馆总建筑面积约7.54万平方米，分为地下一层、地上四层，设观众座席5253座，可举办跳水、游泳、水球等水上体育赛事，并作为市民水上娱乐中心使用。